# Kalyptodoras bahiensis
Kalyptodoras bahiensis är en fiskart som beskrevs av Higuchi, Britski och Garavello, 1990. Kalyptodoras bahiensis ingår i släktet Kalyptodoras och familjen Doradidae. Inga underarter finns listade i Catalogue of Life.